# 玫瑰圣母教堂 (捷克布杰约维采)
玫瑰圣母教堂（Kostel Panny Marie Růžencové）是一座罗马天主教教堂，位于捷克布杰约维采Petrin的圣体会修道院。这座教堂装饰精美，是南波希米亚优秀的伯龙学派（Beuronská umělecká škola）艺术的范例。

## 历史
这座教堂建于1899年-1900年，由Jakub Stabernak设计，以取代露德圣母小堂（kapli Panny Marie Lurdské）。
1950年4月13至14日晚，发生当局禁止的聚集活动，以致该教堂被完全废弃四十多年，直到1989年之后才恢复。

## 外部链接

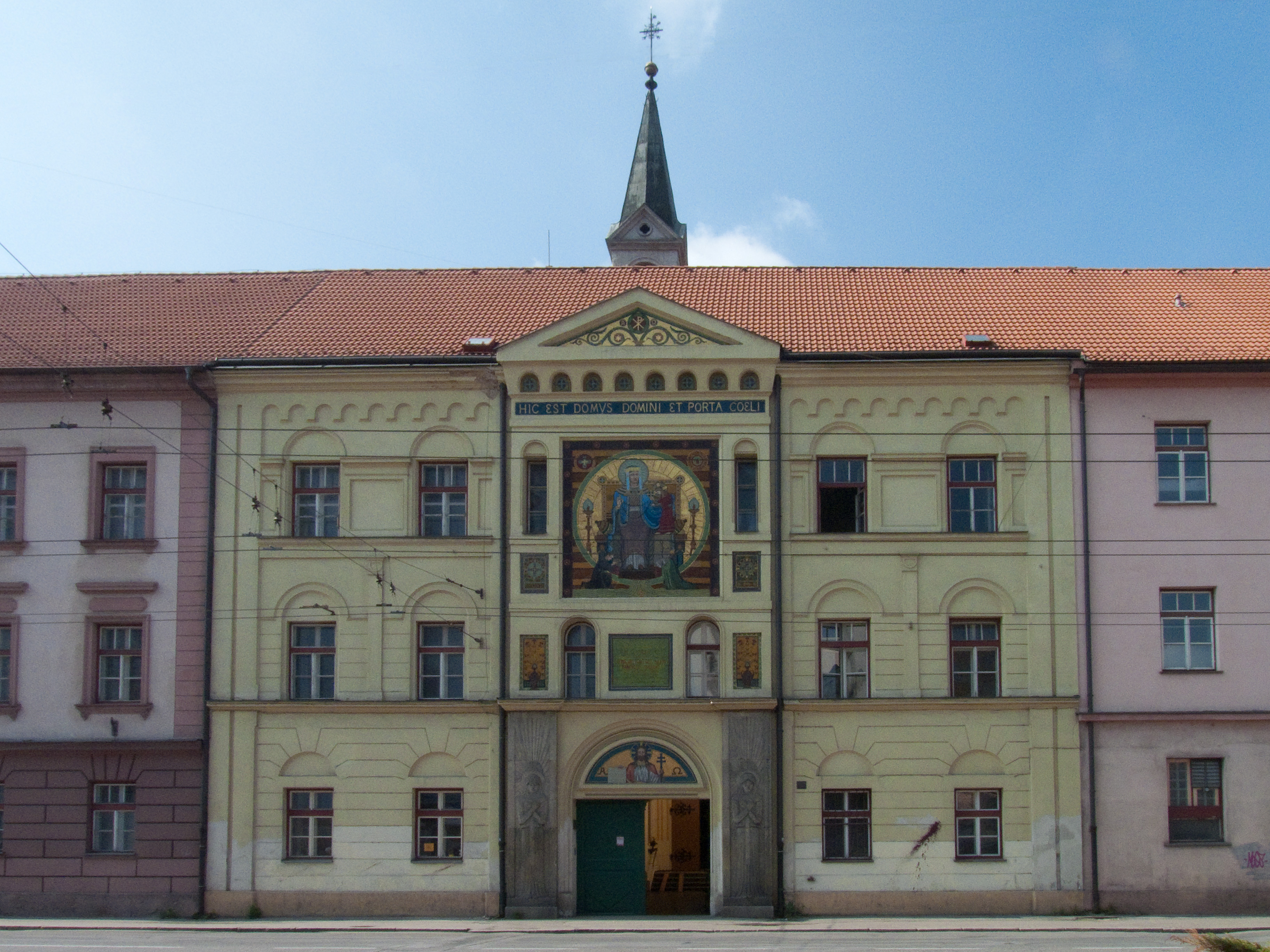
齐兹科弗街不显眼的教堂建筑
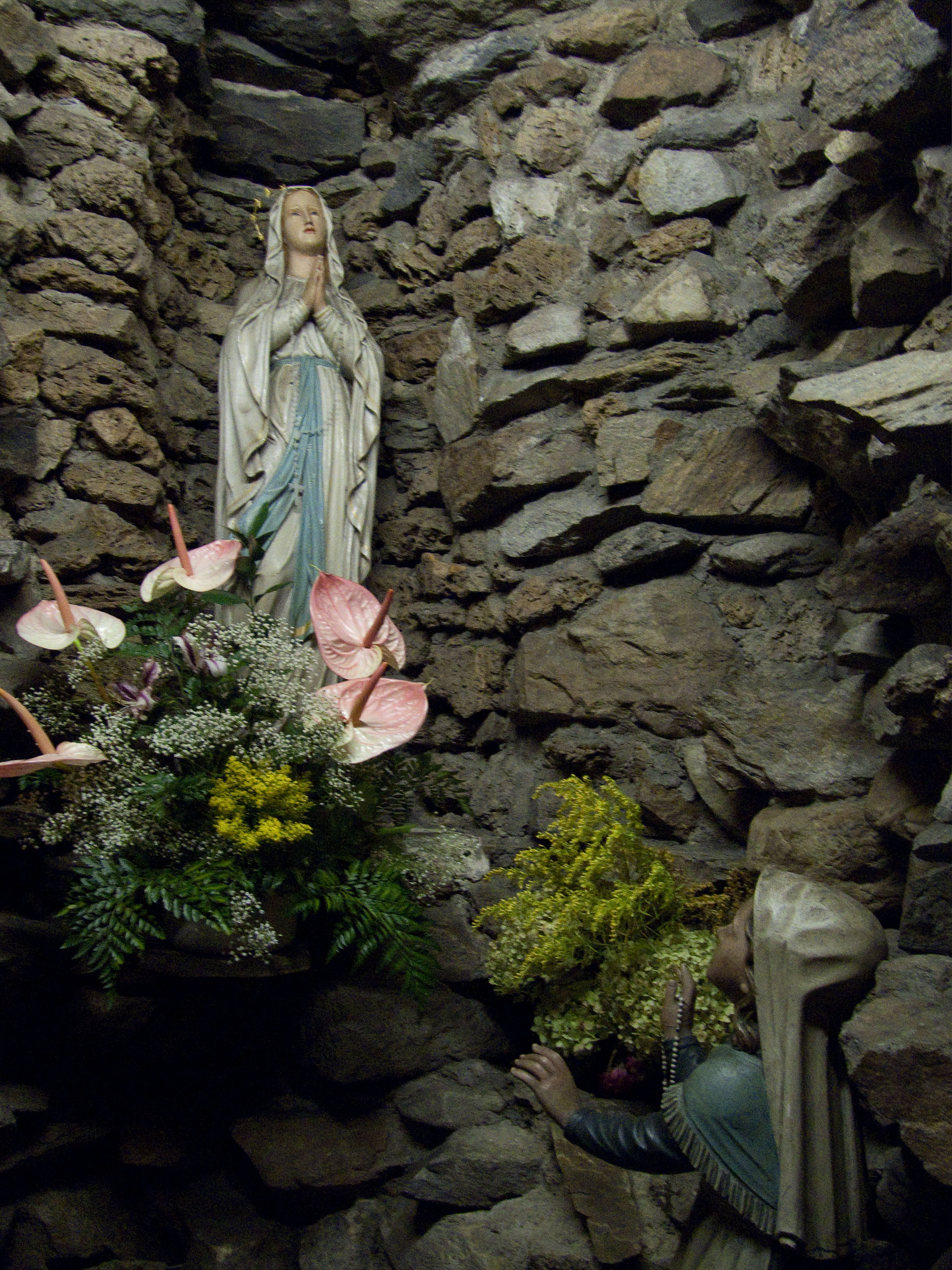
露德圣母
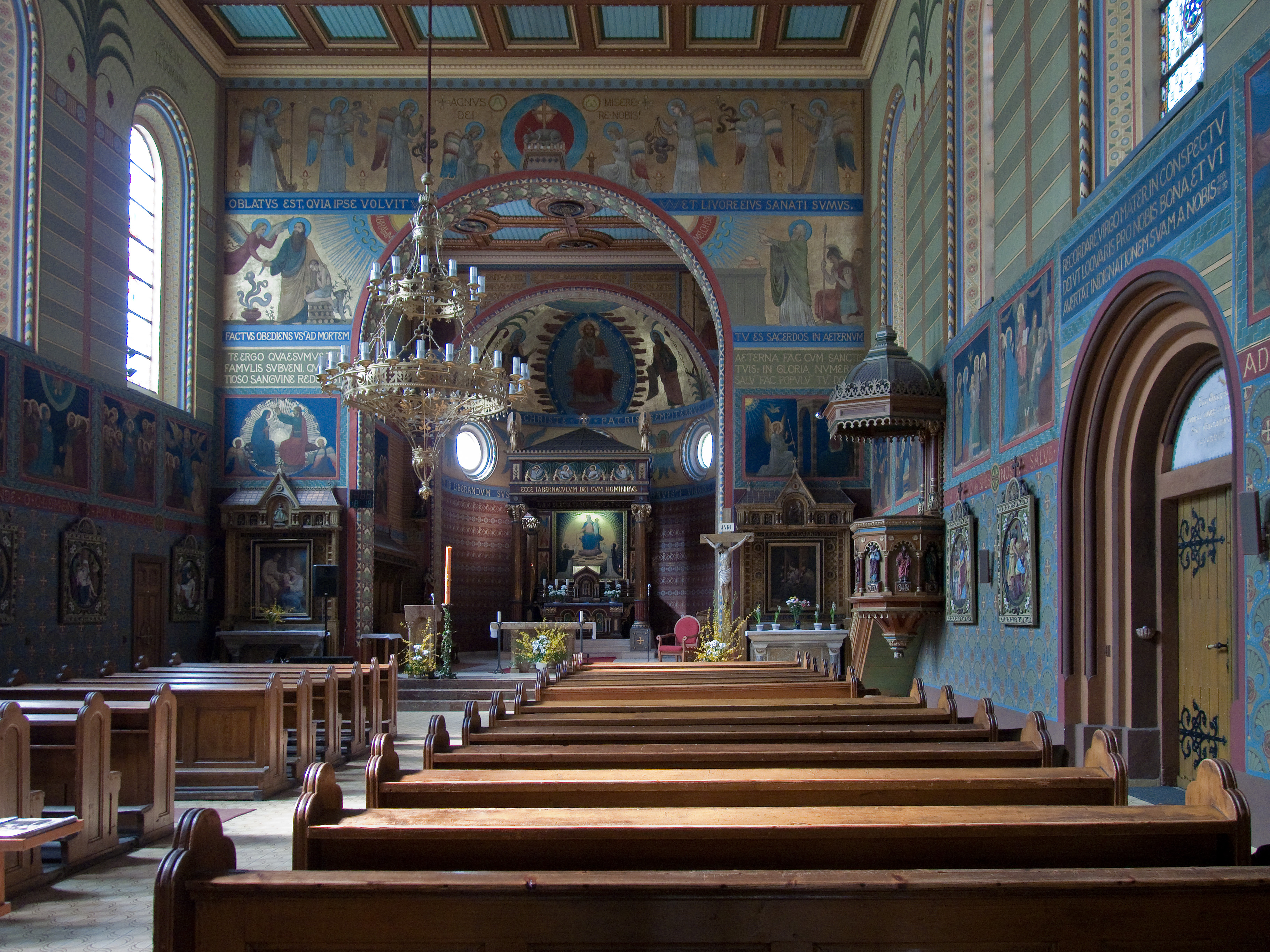
室内
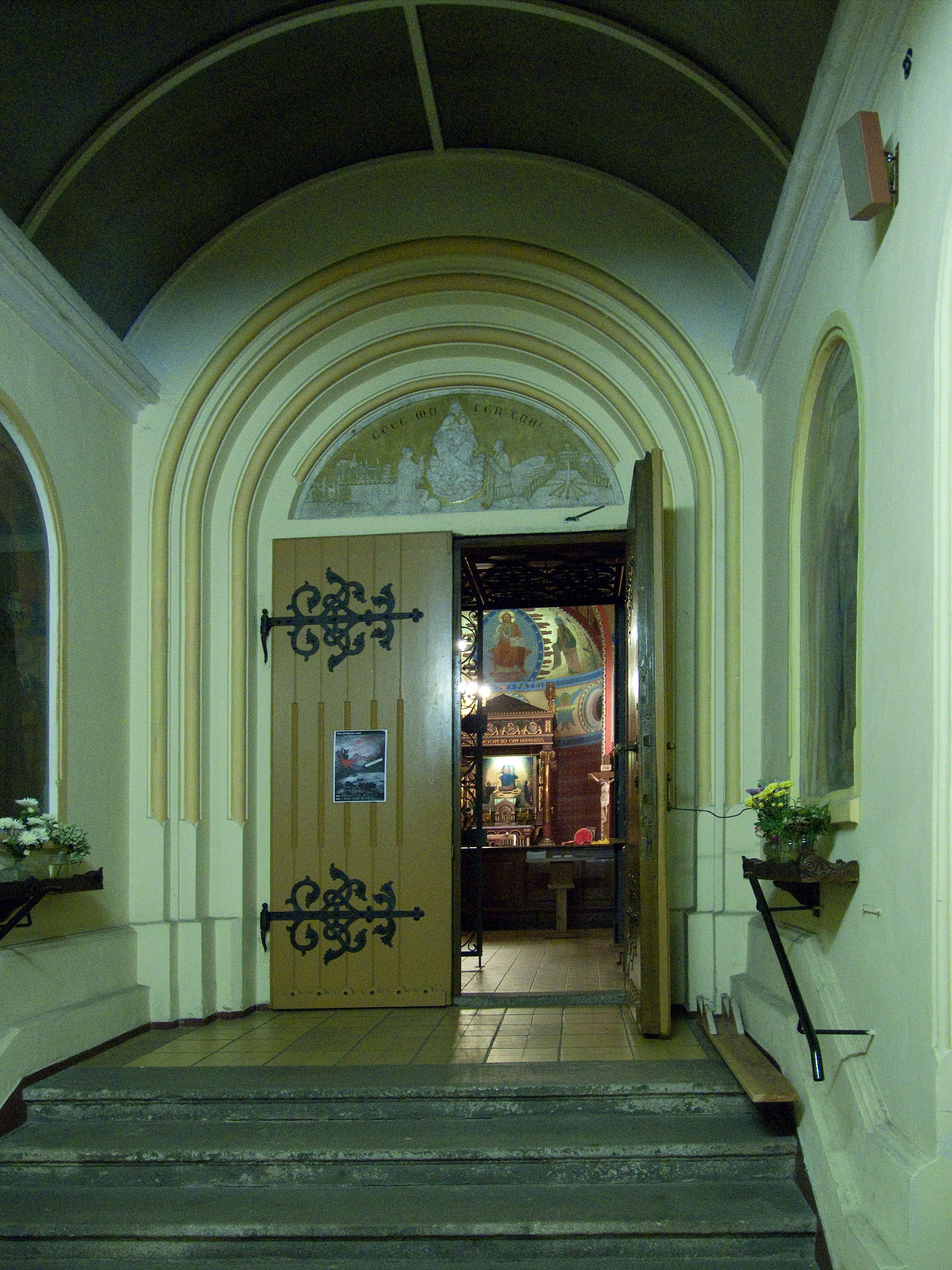
入口
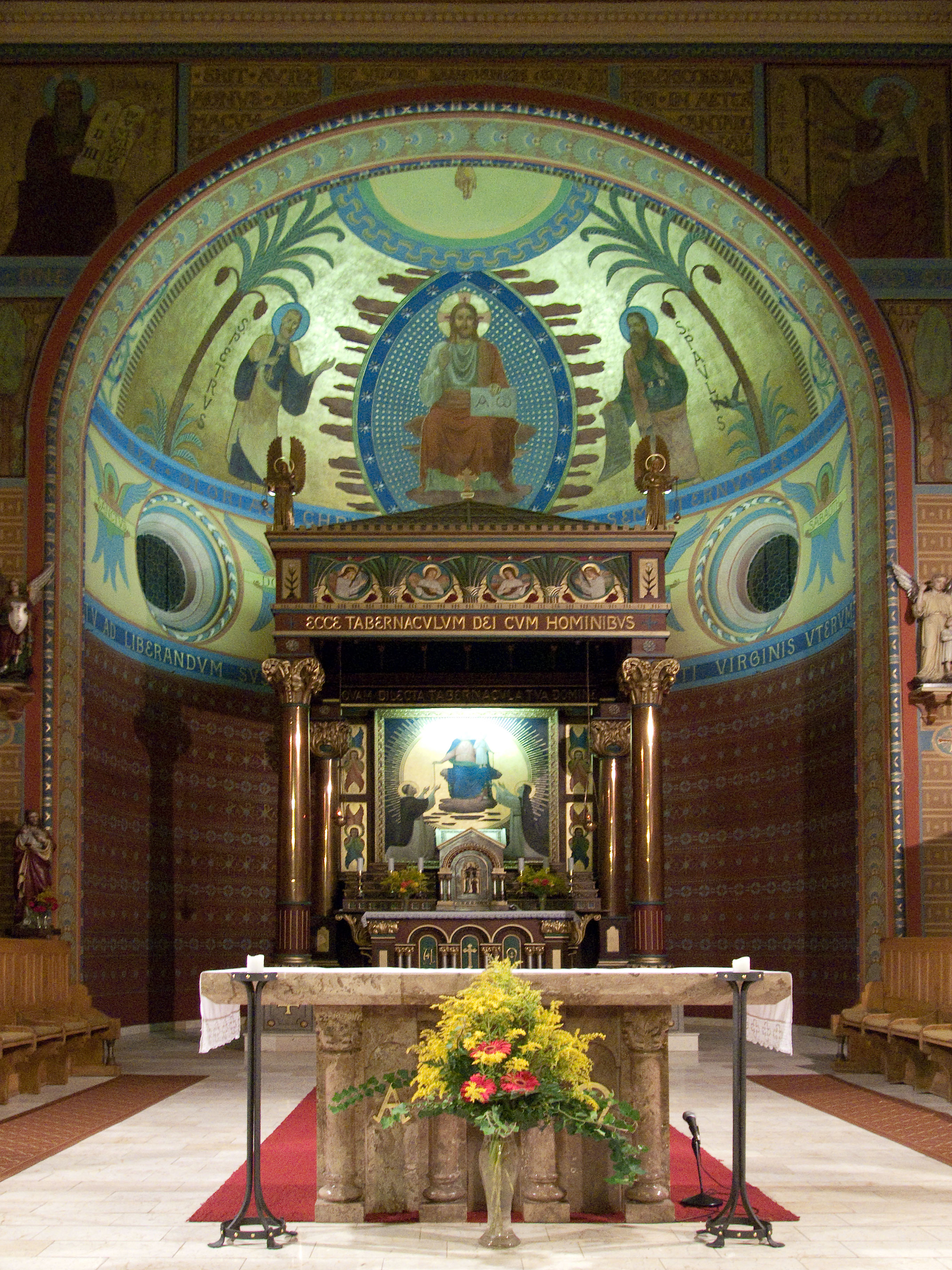
祭台